# خياط فرفوري
خياط الفرفوري أو خياط الخزف والصيني مهنة قديمة عفى عنها الزمن فأندثرت منذ أوائل القرن الماضي (قرن 20)، حيث كان يتم أصلاح أباريق أو صحون الخزف والصيني عندما تكسر.
يقوم خياط الفرفوري بمثقب خاص لديه بعمل ثقوب في قطع الخزف المهشمة ويربطها بسلك معدني ويلحمها بمادة النورة المخلوطة بصفار البيض ويتركها إلى أن تجف فيعود الأبريق أو الصحن أو الزبدية المهشمة لتكون صالحة للاستخدام مرة أخرى.

## وصلات خارجية
- خياط الفرفوري...أحد المهن الشعبية التي إندثرت